# Treća crnogorska fudbalska liga
Treća crnogorska liga (czarnog. Трећа лига Црне Горе) – piłkarska liga Czarnogóry, która jest najniższą czarnogórską klasą rozgrywkową.
Uczestniczące w niej drużyny rywalizują w trzech grupach:
- Sjeverna regija (grupa północna) – która obejmuje 10 gmin: Andrijevica, Berane, Bijelo Polje, Gusinje, Mojkovac, Petnjica, Plav, Pljevlja, Rožaje i Žabljak.
- Srednja regija (grupa centralna) – która obejmuje 7 gmin: Danilovgrad, Kolašin, Nikšić, Plužine, Podgorica, Šavnik i Tuzi oraz gminę miejską Golubovci.
- Juzna regija (grupa południowa) – która obejmuje 7 gmin: Bar, Budva, Cetinje, Herceg Novi, Kotor, Tivat i Ulcinj.

Po zakończeniu rozgrywek pierwsze drużyny z każdej grupy awansują do „Turnieju barażowego” o awans do Drugiej ligi, w którym grają trzy drużyny. Dwie najlepsze drużyny „Turnieju barażowego” (w sezonach 2016/17 i 2017/18 tylko najlepsza drużyna) zdobywają awans do wyższej klasy rozgrywkowej, a drużyna z 3. miejsca w tabeli nadal pozostaje w rozgrywkach Trećej ligi. Po zakończeniu rozgrywek z Trećej ligi nikt nie spada niżej.

## Mistrzowie ligi (od 2000 roku)
| Sezon                                                 | Sjeverna regija           | Srednja regija                 | Juzna regija       |
| Federalna Republika Jugosławii (4. poziom rozgrywek): |                           |                                |                    |
| 1999/00                                               | FK Pljevlja 1997          | FK Crvena Zvijezda Danilovgrad | OFK Igalo          |
| 2000/01                                               | FK Županica Rožaje        | FK Drezga Piperi               | FK Bijela          |
| 2001/02                                               | FK Brskovo Mojkovac       | FK Dečić Tuzi                  | FK Otrant Ulcinj   |
| 2002/03                                               | FK Tekstilac Bijelo Polje | FK Dečić Tuzi                  | OFK Igalo          |
| Serbia i Czarnogóra (4. poziom rozgrywek):            |                           |                                |                    |
| 2003/04                                               | FK Brskovo Mojkovac       | FK Grafičar Podgorica          | FK Cetinje         |
| 2004/05                                               | FK Berane                 | FK Zabjelo Podgorica           | OFK Igalo          |
| 2005/06                                               | FK Jezero Plav            | FK Zabjelo Podgorica           | FK Otrant Ulcinj   |
| Czarnogóra (3. poziom rozgrywek):                     |                           |                                |                    |
| 2006/07                                               | FK Tekstilac Bijelo Polje | FK Iskra Danilovgrad           | FK Otrant Ulcinj   |
| 2007/08                                               | FK Polimlje Murino        | FK Ribnica Konik               | FK Mornar Bar      |
| 2008/09                                               | FK Gusinje                | FK Zora Spuž                   | OFK Bar            |
| 2009/10                                               | FK Pljevlja 1997          | FK Iskra Danilovgrad           | FK Cetinje         |
| 2010/11                                               | FK Petnjica               | FK Blue Star Podgorica         | OFK Igalo          |
| 2011/12                                               | FK Pljevlja 1997          | FK Zora Spuž                   | FK Arsenal Tivat   |
| 2012/13                                               | FK Pljevlja 1997          | FK Kom Podgorica               | FK Cetinje         |
| 2013/14                                               | FK Radnički Berane        | FK Iskra Danilovgrad           | OFK Federal Ulcinj |
| 2014/15                                               | FK Brskovo Mojkovac       | FK Grafičar Podgorica          | FK Sloga Radovići  |
| 2015/16                                               | FK Polimlje Murino        | FK Čelik Nikšić                | FK Otrant Ulcinj   |
| 2016/17                                               | FK Pljevlja 1997          | OFK Mladost Lješkopolje        | FK Arsenal Tivat   |
| 2017/18                                               | FK Brskovo Mojkovac       | FK Bratstvo Cijevna            | FK Arsenal Tivat   |
| 2018/19                                               | FK Ibar Rožaje            | FK Drezga Piperi               | FK Cetinje         |
| 2019/20                                               | FK Berane                 | OFK Mladost Donja Gorica       | FK Igalo 1929      |
| 2020/21                                               | ?                         | ?                              | ?                  |

## Drużyny występujące w sezonie 2020/21

### Sjeverna regija
- 8 drużyn:
  - FK Brskovo Mojkovac
  - FK Gusinje
  - FK Komovi Andrijevica
  - FK Napredak Berane
  - FK Petnjica
  - FK Pljevlja 1997
  - FK Polimlje Murino
  - OFK Borac Bijelo Polje

### Srednja regija
- 13 drużyn:
  - FK Adria Podgorica
  - FK Bratstvo Cijevna
  - FK Crvena Stijena
  - FK Dečić II Tuzi
  - FK Ilarion Golubovci
  - FK Karioke Podgorica
  - FK Olympico Golubovci
  - FK Polet Stars Nikšić
  - FK Ribnica Konik
  - FK Zabjelo Podgorica
  - OFK Mladost Donja Gorica
  - OFK Nikšić
  - OFK Spuž

### Juzna regija
- 9 drużyn:
  - FK Budva
  - FK Cetinje
  - FK Hajduk Bar
  - FK Lovćen Cetinje 
  - FK Obilić Herceg Novi
  - FK Orjen Zelenika
  - FK Otrant Ulcinj 
  - FK Sloga Radovići
  - FK Sloga Stari Bar